# Puchar Luksemburga w piłce siatkowej mężczyzn (2024/2025)
Puchar Luksemburga w piłce siatkowej mężczyzn 2024/2025 (oficjalna nazwa ze względów sponsorskich: Loterie Nationale Puchar Luksemburga 2024/2025, fr. Loterie Nationale Coupe de Luxembourg 2024/2025) – 59. edycja rozgrywek o siatkarski Puchar Luksemburga zorganizowana przez Luksemburski Związek Piłki Siatkowej (fr. Fédération Luxembourgeoise de Volleyball, FLVB). Rozpoczęła się 26 października 2024 roku i trwała do 8 marca 2025 roku. Brało w niej udział 14 drużyn.
Rozgrywki składały się z 1/8 finału, ćwierćfinałów oraz turnieju finałowego, w ramach którego rozegrano półfinały i finał. We wszystkich rundach obowiązywał system pucharowy, a o awansie decydowało jedno spotkanie.
Turniej finałowy odbył się w dniach 7-8 marca 2025 roku w hali sportowej (fr. hall omnisports) w Strassen. Po raz siedemnasty, jednocześnie czwarty raz z rzędu, Puchar Luksemburga zdobył VC Stroossen, który w finale pokonał VC Fentange.

## System rozgrywek
Rozgrywki o Puchar Luksemburga w sezonie 2024/2025 składały się z 1/8 finału, ćwierćfinałów oraz turnieju finałowego, w ramach którego rozegrano półfinały i finał. We wszystkich rundach obowiązywał system pucharowym, a o awansie decydowało jedno spotkanie. Pary w poszczególnych rundach wyłaniano w drodze losowania. Losowanie 1/8 finału odbyło się 9 lipca, ćwierćfinałów – 26 listopada, natomiast półfinałów – 28 stycznia. Gospodarzem meczu był zespół z niższej ligi lub – w przypadku gdy obie drużyny występowały na tym samym poziomie rozgrywkowym – zespół wylosowany jako pierwszy.
Spotkania rozgrywano według systemu handicapowego, zgodnie z poniższym schematem:
| —  | D1 | D2 | D3 |
| -- | -- | -- | -- |
| DN | +4 | +5 | +6 |
| D1 | +0 | +4 | +5 |
| D2 |    | +0 | +4 |

| Legenda:                                                                                 |                                 |
| DN – Division Nationale D1 – Division 1                                                  | D2 – Division 2 D3 – Division 3 |
| Objaśnienie: D1/DN – drużyna z Division 1 rozpoczynała każdego seta z przewagą 4 punktów |                                 |

Zwycięzca finałowego meczu zdobył Puchar Luksemburga.

## Drużyny uczestniczące
W Pucharze Luksemburga w sezonie 2024/2025 wzięło udział 14 drużyn: 7 z Division Nationale, 3 z Division 1 i po 2 z Division 2 i Division 3.
| Division Nationale (7 drużyn) | Division Nationale (7 drużyn) |
| ----------------------------- | ----------------------------- |
| CHEV Diekirch                 | ćwierćfinał                   |
| Escher VBC                    | półfinał                      |
| VB Echternach                 | ćwierćfinał                   |
| VC Fentange                   | finał                         |
| VC Lorentzweiler              | półfinał                      |
| VC Stroossen                  | zwycięstwo                    |
| Volley Bartreng               | 1/8 finału                    |

| Division 1 (3 drużyny) | Division 1 (3 drużyny) |
| ---------------------- | ---------------------- |
| RSR Walfer             | ćwierćfinał            |
| VB Amber-Lënster       | ćwierćfinał            |
| Volley 80 Pétange      | 1/8 finału             |

| Division 2 (2 drużyny) | Division 2 (2 drużyny) |
| ---------------------- | ---------------------- |
| CS GYM Volley          | 1/8 finału             |
| VC Bissen              | 1/8 finału             |

| Division 3 (2 drużyny) | Division 3 (2 drużyny) |
| ---------------------- | ---------------------- |
| VC Standard Wiltz      | 1/8 finału             |
| VC Steinfort           | 1/8 finału             |

## Rozgrywki
Godziny do 27 października 2024 roku są podane według strefy czasowej UTC+2, a od 27 października 2024 roku – według strefy czasowej UTC+1.

### 1/8 finału
| 26 października 202418:00 Źródło: | VC Standard Wiltz | 0:3(11:25, 13:25, 10:25) | Escher VBC | Centre sportif Wiltz, Wiltz Sędzia: Marc Goedert i Janis Freidenfelds |
| 26 października 202418:00 Źródło: |                   | 0:3(11:25, 13:25, 10:25) |            | Centre sportif Wiltz, Wiltz Sędzia: Marc Goedert i Janis Freidenfelds |

| 26 października 202419:30 Źródło: | VC Lorentzweiler | 3:0(25:18, 25:21, 25:19) | Volley Bartreng | Hall des sports, Lorentzweiler Sędzia: Angelo Palmirotta i Karol Paulička |
| 26 października 202419:30 Źródło: |                  | 3:0(25:18, 25:21, 25:19) |                 | Hall des sports, Lorentzweiler Sędzia: Angelo Palmirotta i Karol Paulička |

| 27 października 202418:00 Źródło: | VC Bissen | 1:3(16:25, 20:25, 25:17, 16:25) | RSR Walfer | Hall sportif, Bissen Sędzia: Paul Claudius Dobré |
| 27 października 202418:00 Źródło: |           | 1:3(16:25, 20:25, 25:17, 16:25) |            | Hall sportif, Bissen Sędzia: Paul Claudius Dobré |

| 27 października 202418:00 Źródło: | CS GYM Volley | 0:3(18:25, 24:26, 22:25) | VC Fentange | Complexe sportif Cents, Luksemburg Sędzia: Roland Frisch i Claude Hoffmann |
| 27 października 202418:00 Źródło: |               | 0:3(18:25, 24:26, 22:25) |             | Complexe sportif Cents, Luksemburg Sędzia: Roland Frisch i Claude Hoffmann |

| 27 października 202419:00 Źródło: | Volley 80 Pétange | 0:3(17:25, 20:25, 17:25) | CHEV Diekirch | Centre sportif Bim Diederich, Pétange Sędzia: Michel Beautier i Christóvão Cavalcanti de Oliveira Filho |
| 27 października 202419:00 Źródło: |                   | 0:3(17:25, 20:25, 17:25) |               | Centre sportif Bim Diederich, Pétange Sędzia: Michel Beautier i Christóvão Cavalcanti de Oliveira Filho |

| 27 października 202420:00 Źródło: | VC Steinfort | 0:3(15:25, 18:25, 15:25) | VC Stroossen | Centre sportif, Steinfort Sędzia: Michel Klepper i Marco Braas |
| 27 października 202420:00 Źródło: |              | 0:3(15:25, 18:25, 15:25) |              | Centre sportif, Steinfort Sędzia: Michel Klepper i Marco Braas |

Wolny los: VB Amber-Lënster, VB Echternach

### Ćwierćfinały
| 25 stycznia 202516:00 Źródło: | VB Amber-Lënster | 0:3(23:25, 15:25, 22:25) | Escher VBC | Sportshal Aal Primärschoul, Junglinster Sędzia: Paul Ennesch i Laurent Schmit |
| 25 stycznia 202516:00 Źródło: |                  | 0:3(23:25, 15:25, 22:25) |            | Sportshal Aal Primärschoul, Junglinster Sędzia: Paul Ennesch i Laurent Schmit |

| 25 stycznia 202517:30 Źródło: | RSR Walfer | 0:3(12:25, 17:25, 10:25) | VC Fentange | Hall omnisports Prince Henri, Walferdange Sędzia: Sven Clement i Carole Hepp |
| 25 stycznia 202517:30 Źródło: |            | 0:3(12:25, 17:25, 10:25) |             | Hall omnisports Prince Henri, Walferdange Sędzia: Sven Clement i Carole Hepp |

| 25 stycznia 202519:30 Źródło: | VC Stroossen | 3:0(25:16, 25:17, 25:22) | CHEV Diekirch | Hall omnisports, Strassen Sędzia: Romain Breuer i Michel Klepper |
| 25 stycznia 202519:30 Źródło: |              | 3:0(25:16, 25:17, 25:22) |               | Hall omnisports, Strassen Sędzia: Romain Breuer i Michel Klepper |

| 25 stycznia 202519:30 Źródło: | VB Echternach | 0:3(22:25, 16:25, 21:25) | VC Lorentzweiler | Centre scolaire et sportif, Waldbillig Sędzia: Tanja Lepore i Romain Hoffmann |
| 25 stycznia 202519:30 Źródło: |               | 0:3(22:25, 16:25, 21:25) |                  | Centre scolaire et sportif, Waldbillig Sędzia: Tanja Lepore i Romain Hoffmann |

### Turniej finałowy

#### Półfinały
| 7 marca 202518:30 Źródło: | VC Fentange | 3:0(33:31, 25:15, 25:16) | Escher VBC | Hall omnisports, Strassen Sędzia: Michel Beautier i Marc Goedert |
| 7 marca 202518:30 Źródło: |             | 3:0(33:31, 25:15, 25:16) |            | Hall omnisports, Strassen Sędzia: Michel Beautier i Marc Goedert |

| 7 marca 202520:30 Źródło: | VC Stroossen | 3:1(25:17, 25:17, 18:25, 25:23) | VC Lorentzweiler | Hall omnisports, Strassen Sędzia: Raoul Jungers i Romain Breuer |
| 7 marca 202520:30 Źródło: |              | 3:1(25:17, 25:17, 18:25, 25:23) |                  | Hall omnisports, Strassen Sędzia: Raoul Jungers i Romain Breuer |

#### Finał
| 8 marca 202520:30 Źródło: | VC Fentange | 0:3(21:25, 22:25, 14:25) | VC Stroossen | Hall omnisports, Strassen Sędzia: Sven Clement i Michel Klepper |
| 8 marca 202520:30 Źródło: |             | 0:3(21:25, 22:25, 14:25) |              | Hall omnisports, Strassen Sędzia: Sven Clement i Michel Klepper |